# يان لاك
يان لاك (بالإنجليزية: Ian Lake)‏ هو عازف بيانو ولاعب كرة قدم وملحن بريطاني، ولد في 26 يناير 1935 في Quorn, Leicestershire ‏ في المملكة المتحدة، وتوفي في 12 أغسطس 2004.